# A Modern Musketeer
A Modern Musketeer is een Amerikaanse western uit 1917 onder regie van Allan Dwan. In Nederland werd de film destijds uitgebracht onder de titel Een moderne musketier.

## Verhaal
Ned Thacker groeit op in een stadje in Kansas. Hij is gek op de avonturen van de drie musketiers. Hij wil dan ook een moderne D'Artagnan worden. Daarom trekt hij met zijn paard door het Wilde Westen op zoek naar avontuur.

## Rolverdeling
| Acteur            | Personage         |
| ----------------- | ----------------- |
| Douglas Fairbanks | Ned Thacker       |
| Marjorie Daw      | Elsie Dodge       |
| Kathleen Kirkham  | Mevrouw Dodge     |
| Eugene Ormonde    | Forrest Vandeteer |
| Edythe Chapman    | Mevrouw Thacker   |
| Frank Campeau     | Chin-de-dah       |
| Tully Marshall    | James Brown       |